# Ponikva pri Žalcu
Ponikva pri Žalcu (Duits: Ponigl bei Cilli) is een plaats in Slovenië en maakt deel uit van de gemeente Žalec in de NUTS-3-regio Savinjska. De plaats telde 380 inwoners op 1 januari 2020.